# Umatilla (grup humà)
Els umatilla són una tribu de parla shahaptiana com els walla walla. Formen part de la tribu reconeguda federalment Tribus Confederades de la Reserva índia Umatilla.

## Localització
Vivien entre els rius Umatilla i Columbia, a l'actual Oregon. Avui viuen a la reserva Umatilla d'Oregon amb els cayuses i wallawalla.

## Demografia
El 1805 hom n'estimà el nombre en 1.800. El 1960 n'hi havia 121 a Oregon (segons Stingl), el 1980 eren 120, dels quals només 50 parlaven la llengua (segons Asher), però el 1990 eren 1.900 segons Amiran Gonen. Segons el cens dels EUA del 2000, n'hi havia 1.549 purs, 143 amb altres tribus, 302 amb altres races i 39 amb altres races i altres tribus. En total, 2.033 individus.
Segons dades de la BIA del 1995, a la reserva índia Umatilla d'Oregon hi havia 2.154 habitants (1.855 en el rol tribal).

## Costums
Els umatilla no eren agricultors, sinó que es dedicaven a la pesca del salmó, a la cacera dels cérvols de la zona i a recollir aglans, baies, arrels i llavors pròpies de la zona. Els seus trets culturals són similars als de llurs veïns yakama, nez percés i wallawalla Representants de la Cultura del Planell, antigament s'alimentaven d'aglans, arrels i llavors que recollien, així com de la pesca del salmó i dels animalons de la zona que podien caçar. Els altres trets socials, culturals i religiosos no són gaire diferents als de les altres tribus shahaptianes de la zona, com els nez percé, wasco, yakama i altres. Actualment, endemés, són molt barrejats amb nez percé i cayuses.

## Història
El 1804 els umatilla foren visitats per Lewis i Clark, i cap al 1824 i 1844 foren visitats pels jesuïtes francesos de Pierre-Jean de Smet. Es dedicaren al comerç de pells juntament amb els palus.
Es van veure implicats en la Guerra Cayuse i en la Guerra Yakama del 1855-1856, raó per la qual el 1858 foren internats en una reserva feta amb part del seu actual territori, que havien acceptat el 1855 pel Tractat de Wallawalla. el 1855 el cap wallawalla Peo-peo-mox-mox dedicí ajudar els yakama contra els EUA i fou assassinat pel coronel J. Kelly, raó per la qual el 1858 donaren suport a la Guerra Coeur d'Alene. Després del conflicte, cap al 1850 foren internats en la Reserva índia de Warm Springs d'Oregon, on es dedicaren a l'agricultura i a la ramaderia. El 1862, però, ajudarien els soldats nord-americans contra el cap Egan en la Guerra Bannock.